# Bacchisa cyanicollis
Bacchisa cyanicollis là một loài bọ cánh cứng trong họ Cerambycidae.